# Com Truise
Com Truise is de artiestennaam van Seth Haley, een Amerikaanse electro- en synthwavemuzikant uit Oneida in de staat New York, thans gevestigd in Princeton, New Jersey. De naam Com Truise is een verdraaiing van de naam van de Amerikaanse acteur Tom Cruise. Haley werkte als artdirector maar diende zijn ontslag in vlak voordat hij voor het eerst muziek uitbracht onder de naam Com Truise. Daarvoor was hij drum-and-bass-dj, totdat hij begon te experimenteren met de jarentachtigstijl waarom hij tegenwoordig bekendstaat.

## Discografie
Albums
- Galactic Melt (Ghostly International, juni 2011)
- In Decay (Ghostly International, juli 2012)
- Iteration (Ghostly International, juni 2017)

Ep's
- Cyanide Sisters (AMDISCS, juni 2010)
- Cyanide Sister (heruitgave Ghostly International, januari 2011)
- Fairlight (Ghostly International, september 2011)
- Wave 1 (Ghostly International, februari 2014)
- Silicon Tare (Ghostly International, april 2016)

- International Standard Name Identifier: 0000 0003 5654 8385
- Library of Congress Control Number: no2011134994
- MusicBrainz: 51f1ca49-846a-4ef1-b4fa-187ecc88bbe5
- Virtual International Authority File: 186995107
- WorldCat: E39PBJjRVXqwWtVhmkWX8KxkXd